# 보험사고
보험사고(保險事故)는 보험자가 보험금 기타 급여를 지급할 것을 약정하는 우연하게 발생하는 일정한 사고이다.

## 특성
보험사고는 우연한 것이어야 한다. 이 우연성은 사고의 발생 자체가 불확정한 것임을 뜻한다. 이 불확정성은 당사자의 주관에 있어서 불확정하면 족하나 보통보험약관에 의하여 객관적으로 불확정하여야 한다고 규정하는 것이 보통이다. 상법은 보험계약체결 당시 당사자의 일방 또는 피보험자가 보험사고의 발생이나 불발생을 안 때에는 그 계약은 무효로 하고 있다(644조). 그러나 당사자 쌍방과 피보험자가 이를 알지 못한 때에는 그러하지 아니한다(645조 단서).

### 보험사고의 우연성
보험사고가 되기 위해서는 그 사고의 발생이 우연한 것이어야 하며 만약 이미 발생한 사고이거나 혹은 발생할 수 없는 사고를 보험금지급의 요건으로 정한 보험계약은 보험사고의 요소 가운데 우연성을 결한 것으로서 무효가 된다(제644조 본문). 다만 당사자 쌍방과 피보험자가 어떤 사고가 이미 발생하였거나 혹은 발생할 가능성이 없다는 것을 알지 못하고 그 사고를 보험사고로 하여 보험계약을 체결한 때에는 계약을 유효한 것으로 인정한다(동조 단서)

### 보험사고의 특정성
보험사고는 일정한 보험의 목적에 대하여 일어나는 일정한 사고로서 보험계약에서 특정한 것만을 의미한다. 예컨대 화재보험에 붙여진 보험의 건물이 멸실되었다 하더라도 그것이 수재 (水災)로 인한 것인 때에는 보험사고로 인정되지 않는다.

## 전쟁위험 등으로 인한 면책
보험사고가 전쟁 기타의 변란으로 인하여 생긴 때에는 당사자간에 다른 약정이 없으면 보험자는 보험금액을 지급할 책임이 없다.

## 책임보험에서 보험사고
1. 사고발생설
2. 배상청구설
3. 책임부담설
4. 채무확정설
5. 배상의무이행설

## 관련조문
제644조 (보험사고의 객관적 확정의 효과) 보험계약당시에 보험사고가 이미 발생하였거나 또는 발생할 수 없는 것인 때에는 그 계약은 무효로 한다. 그러나 당사자 쌍방과 피보험자가 이를 알지 못한 때에는 그러하지 아니하다. 

## 관련판례
상법 제644조의 규정 취지나 보험계약은 원칙적으로 보험가입자의 선의를 전제로 한다는 점에 비추어 볼 때, 이 사건 약관조항은 그 조항에서 규정하고 있는 사유가 있는 경우에 그 보험계약 전체를 무효로 한다는 취지라고 보아야 할 것이지, 단지 보험사고가 암과 관련하여 발생한 경우에 한하여 보험계약을 무효로 한다는 취지라고 볼 수는 없다— 대법원 97다50091 판결

벼락의 발생장소를 보험의 목적이나 그 소재지로 한정하였다고 인정할 자료가 없으므로 이 사건 벼락사고는 위 보험계약상의 보험사고에 해당한다고 할 것이고, 또한 위 육성돈의 질식사에 근접한 원인이 돈사용 차단기의 작동에 의한 전기공급 중단이라고 하더라도 이 사건 벼락과 돈사용 차단기의 작동 사이에는 상당인과관계가 있다고 할 것이므로, 결국 위 벼락과 육성돈의 질식사 사이에 상당인과관계가 있다고 할 것이다.— 대법원 99다37603 판결

보험계약이 체결되기 전에 보험사고가 이미 발생하였을 경우, 보험계약의 당사자 쌍방 및 피보험자가 이를 알지 못한 경우를 제외하고는 그 보험계약을 무효로 한다는 상법 제644조의 규정은 강행규정이므로, 당사자 사이의 합의에 의해 이 규정에 반하는 보험계약을 체결하더라도 그 계약은 무효다— 2001다59064

## 참고 문헌
- 이기수∙최병규∙김인현, 『보험∙해상법』, 박영사, 2008. ISBN 9788910515210

## 같이 보기
- 대한민국 상법 제644조